# Gryphopsylla hetera
Gryphopsylla hetera är en loppart som beskrevs av Lewis et Jones 1985. Gryphopsylla hetera ingår i släktet Gryphopsylla och familjen Stivaliidae. Inga underarter finns listade i Catalogue of Life.